# Kuru (stat)

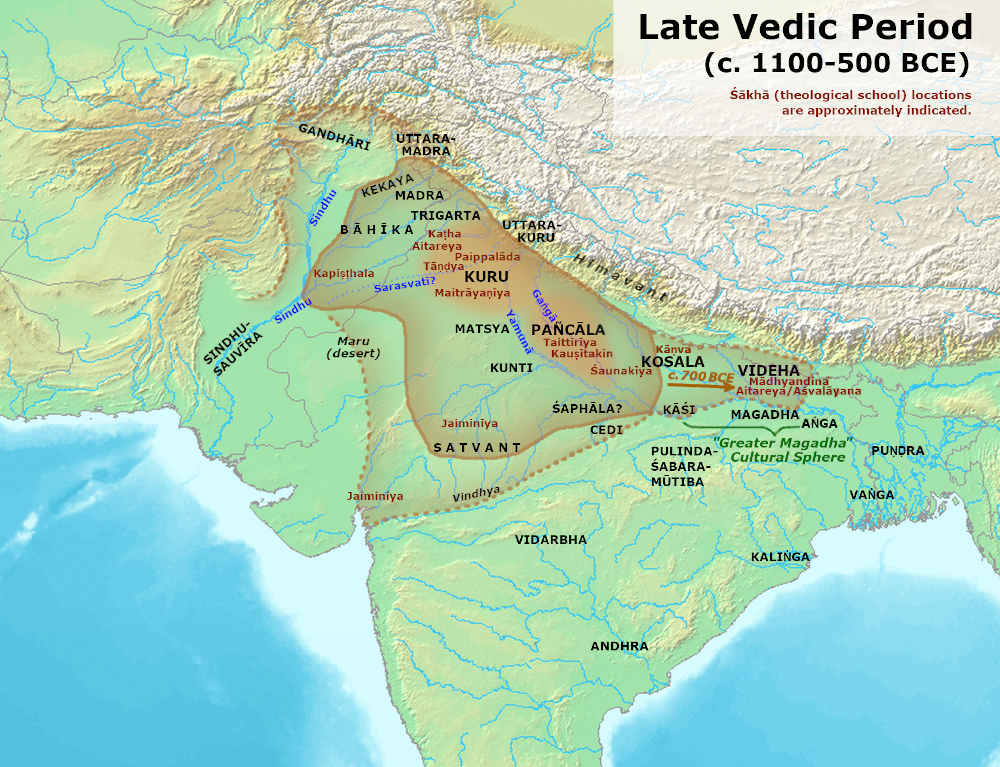
Kuru och andra kungadömen under den sena vediska perioden.

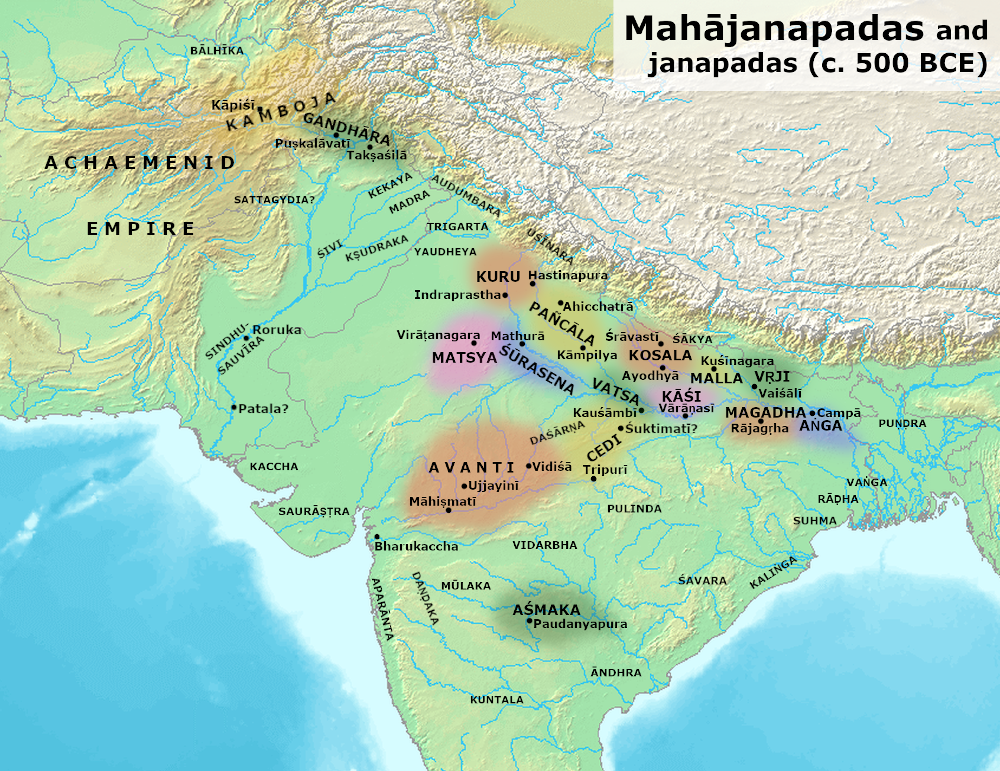
Kuru och andra kungadömen eller oligarkier i den postvediska perioden.

Kuru, var fornindiskt rike under Vediska tiden 1200-345 f.Kr. Städerna Hastinapur och Indraprashta ska vara grundade under detta rike, som var beläget i den västra delen av Gangesdalen. Riket kan vara identiskt med kaurava, en av de kämpande dynastierna i Mahabharata.